# Nagjuttuuq
Nagjuttuuq, tidigare namn Vansittart Island, är en ö i Kanada.   Den ligger i territoriet Nunavut, i den östra delen av landet, 2 300 km norr om huvudstaden Ottawa. Arean är 997 kvadratkilometer.
Terrängen på Nagjuttuuq är lite kuperad. Öns högsta punkt är 249 meter över havet. Den sträcker sig 58,9 kilometer i nord-sydlig riktning, och 58,7 kilometer i öst-västlig riktning.